# Палата депутатов Румынии

Логотип Палаты депутатов с 1992 по 2016 годы

Палата депутатов Румынии (рум. Camera Deputaților din România) — нижняя палата парламента Румынии. Состоит из 313 депутатов, избираемых по пропорциональной системе и 17 представителей национальных меньшинств (каждое меньшинство представлено одной партией), для которых отсутствует процентный барьер.